# Sphaerodactylus pimienta
Espèce
Statut de conservation UICN

 EN B1ab(iii) : En danger
Sphaerodactylus pimienta est une espèce de geckos de la famille des Sphaerodactylidae.

## Répartition
Cette espèce est endémique de la Sierra Maestra à Cuba.

## Publication originale
- Thomas, Hedges & Garrido, 1998 : A new gecko (Sphaerodactylus) from the Sierra Maestra of Cuba. Journal of Herpetology, vol. 32, n. 1, p. 66-69 (texte intégral).